# Рум міллет

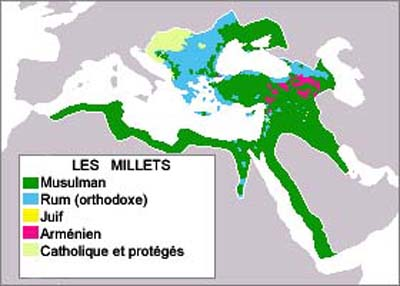
Карта переважаючих релігій на територіях Османської імперії наприкінці XVI ст.

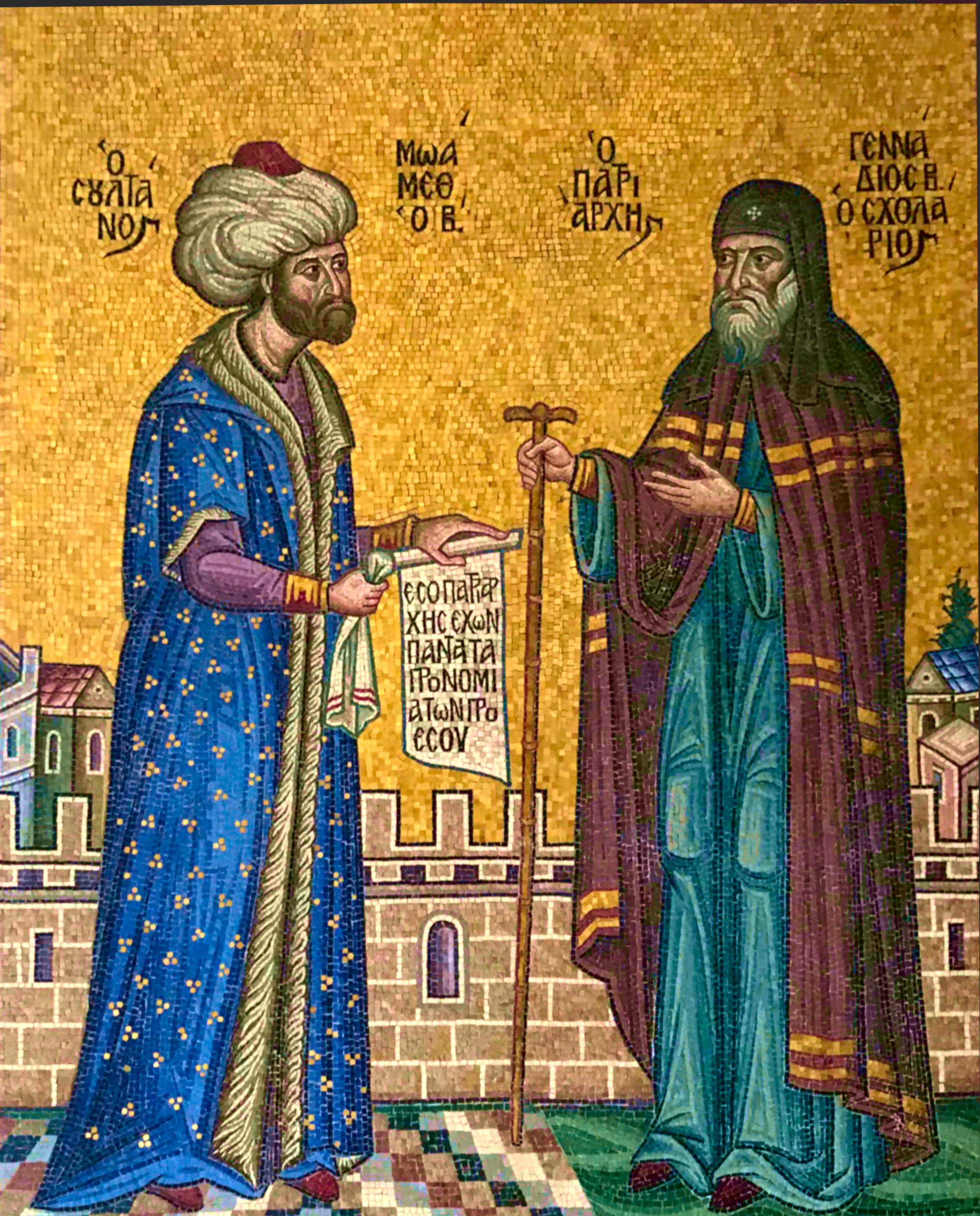
Султан Мехмед II і патріарх Геннадій II. Мехмед II дозволив Вселенському патріархату залишатися активним після падіння Константинополя в 1453 році.

Рум міллет (millet-i Rûm), або «римська нація» — назва східної православної християнської громади в Османській імперії. Незважаючи на підпорядкування в рамках османської політичної системи, громада зберігала певну внутрішню автономію.

## Становлення та розвиток
Після падіння Константинополя під владу Османської імперії в 1453 році до всіх православних християн ставилися як до рая - людей нижчого класу. Рум міллет було засновано султаном Мехметом II, який як свідомий спадкоємець Східної Римської імперії мав намір реорганізувати державу. Православна паства була включена в особливу етно-релігійну спільноту під греко-візантійським пануванням. Її назва походить від назви колишніх східноримських підданих Османської імперії, але всі православні греки, болгари, албанці, арумуни, мегленорумуни, румуни та серби, а також грузини та араби-мелькіти незважаючи на їхню етнічну приналежність і мовувважалися частиною одного міллету. Приналежність до цієї православної спільноти стала для простого народу важливішою за етнічне походження. Ця спільнота стала основною формою соціальної організації та джерелом ідентичності для всіх етнічних груп усередині неї, і більшість людей почали ідентифікувати себе просто як «християни». Проте, під османським пануванням ніколи не зникали етноніми, що вказує на збереження певної форми етнічної ідентифікації. Це видно з султанського фірману від 1680 року, який перераховує етнічні групи на балканських землях імперії так: греки (рум), албанці (арнаути), серби (сірф), «волахи» (ефлак, маючи на увазі аромуни, мегленорумуни, і румуни) і болгари (булгар). Вірмени-християни, які належали до Вірменської Апостольської Церкви, не були включені до рум міллету, оскільки їм було надано окремий міллет.
Християнам гарантувалися певні обмежені свободи, але вони не вважалися рівними з мусульманами, і їхні релігійні обряди мали відповідати мусульманським, на додаток до різноманітних інших правових обмежень. Вселенський Патріарх Константинопольський визнавався найвищим релігійним і політичним лідером, або етнархом, усіх православних підданих. Сербський Печський Патріархат і Болгарське Охридське Архиєпископство, які були автономними Східними Православними Церквами під опікою Вселенського Патріарха. Протягом XVIII століття вони були захоплені грецькими фанаріотами. Кючук-Кайнарджірський договір 1774 року дозволив Росії втрутитися на боці османських православних підданих, і більшість політичних інструментів тиску Порти стали неефективними. У той час Рум міллет мав велику владу — він встановлював власні закони, збирав і розподіляв власні податки. Зростання націоналізму в Європі під впливом Французької революції поширилося на Османську імперію, і завдяки створенню власних шкіл, церков, лікарень та інших закладів рум міллет ставав все більш незалежним. Ці дії фактично вивели християнське населення поза межі османської політичної системи.
Під час османського правління ті, хто перебував у міллеті, отримували певний захист і привілеї, а також вищий статус порівняно з католиками. У деяких областях, таких як Крит, і мусульманам, і православним було дозволено навертати місцеве католицьке населення. Ця належність до православних працювала на забезпечення лояльності тих, хто всередині міллету. Це спрацювало на те, щоб новозавойовані громадяни менше зосереджувалися на внутрішніх розбіжностях, а більше на конфлікті між православ'ям і католицизмом. Подальше заохочення православних ремісників, які виготовляли церковне срібло, ризи та чаші, зробило Константинополь, хоча й під владою Османської імперії, все ще живим центром православ'я.

## Розквіт і занепад націоналізму

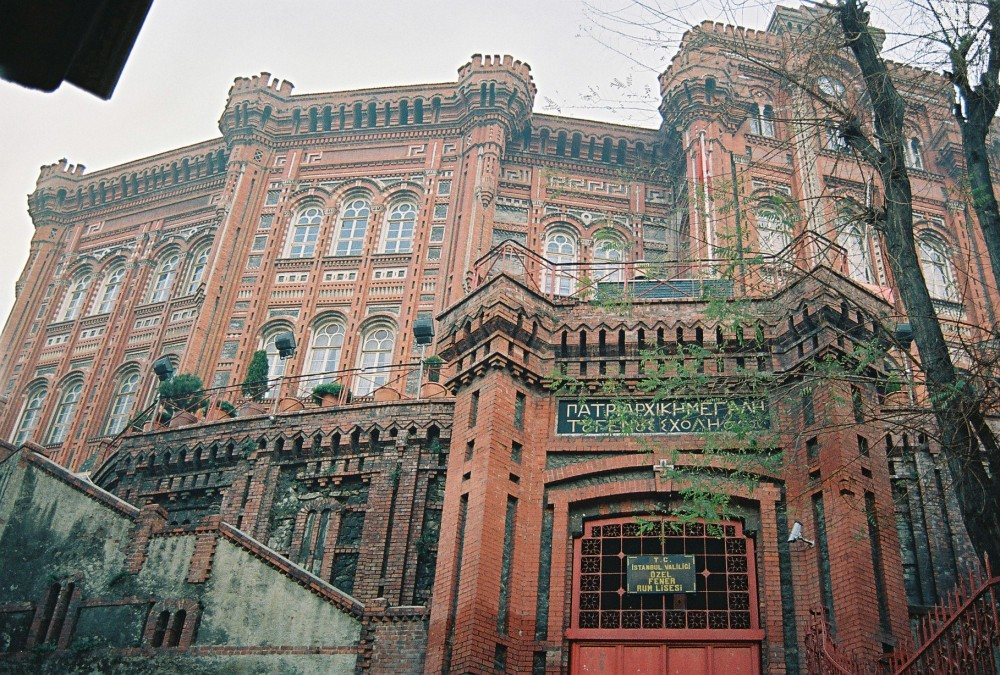
Грецька православна школа на Фанарі — заснована в Османській імперії в 1454 році школа грецької спільноти.

Коріння успіху Греції в Османській імперії можна простежити до грецької традиції освіти та торгівлі, прикладом якої є фанаріоти. Саме багатство розгалуженого купецького класу забезпечило матеріальну основу для інтелектуального відродження, яке було помітною рисою грецького життя протягом півстоліття і більше, що призвело до початку Грецької війни за незалежність у 1821 році. Не випадково напередодні 1821 року три найважливіші центри грецької освіти були розташовані в Хіосі, Смірні та Айвалі, трьох основних центрах грецької торгівлі. Грецькому успіху також сприяло домінування греків у керівництві східної православної церкви.
На початку ХІХ століття грецькі православні інтелектуали спробували переосмислити рум міллет. Вони виступали за нову, етнічну «ромейську» національну ідентичність і нову візантійську державу, але їхні бачення майбутньої держави включали всіх балканських православних християн. Ця Велика ідея мала на увазі відродження Східної Римської імперії шляхом створення нової грецької держави. Вона поширилася серед міського населення арумунського, слов'янського та албанського походження, яке все більше почало вважати себе грецьким. З іншого боку, реформи Османського танзимату в середині ХІХ століття були спрямовані на заохочення османізму серед сепаратистських підвладних націй і зупинку націоналістичних рухів всередині Імперії, але не досягли успіху. Зі зростанням націоналізму в Османській імперії рум міллет почала деградувати через постійне ототожнення релігійного віровчення з етнічною спільнотою. Національне пробудження кожної етнічної групи всередині нього було складним, і більшість груп взаємодіяли одна з одною. Болгарський екзархат, визнаний османами в 1870 році, був лише ланкою в низці подій, що відбулися після одностороннього проголошення автокефальної православної церкви Греції в 1833 році та Румунії в 1865 році.
Російсько-турецька війна 1877—1878 рр. завдала вирішального удару османській могутності на Балканському півострові. В 1879 році Сербська православна церква також стала автокефальною. Страх албанців перед тим, що землі, які вони заселяли, будуть розділені між сусідніми Чорногорією, Сербією, Болгарією та Грецією, сприяв зростанню албанського націоналізму. Так була заснована Призренська ліга. Визнання арумунів як окремого проса (Уллах мілет) в Османській імперії в 1905 році стало останньою краплею в цьому балканському націоналістичному змаганні. У результаті напередодні ХХ століття в Македонії виникло гостре етнічне та національне суперництво між балканськими народами. Після цього послідувала низка конфліктів між греками (грекоманами), сербами (сербоманами), болгарами (болгарофілами) та аромунами (румоманами) у регіоні. Молодотурецька революція 1908 року відновила парламент, який був розпущений султаном у 1878 році. Однак процес витіснення монархічних інститутів був невдалим, і європейська периферія імперії продовжувала розколюватися під тиском місцевих повстань.
Згодом, під час Балканських війн (1912—1923) та Першої світової війни (1914—1918) Османська імперія втратила практично більшість своїх володінь, за винятком тих у Малій Азії. Під час цих воєн і наступної греко-турецької війни (1919—1922) тамтешні православні християни зазнали переслідувань і депортацій, а ассирійці та греки навіть геноциду. Це поклало фактичний кінець спільноті рум міллет. Лозаннський договір 1923 року призвів до визнання нової Турецької Республіки та до кінця самої Османської імперії.

## Подальше читання
- Greek Millet Constitution: Γενικοί Κανονισμοί περί της διευθετήσεως των εκκλησιαστικών καί εθνικών πραγμάτων των υπό του Οικονομικού Θρόνου διατελούντων ορθοδόξων χριστιανών υπηκόων Της Αυτού Μεγαλειότητος του Σουλτάνου. Constantinople. 1862.Constantinople. 1862.{{cite book}}: CS1 maint: location missing publisher (link)  .
- Young, George (1905–1906), Corps de droit ottoman (фр.), Oxford, England: Clarendon Press — The French translation of the Greek Millet Constitution is in Volume 2 of 7, pages 21-34.